# 카미노 (2008년 영화)
카미노(Camino)는 스페인에서 제작된 하비에르 페서 감독의 2008년 드라마 영화이다. 네레아 카마초 등이 주연으로 출연하였다.

## 출연

### 주연
- 네레아 카마초
- 카르메 엘리아스

### 조연
- 조르디 도더
- 메르세데스 살라자르